# Katarzyna Ostapska
Katarzyna Ostapska (ur. 25 lutego 1988) – polska sztangistka, zawodniczka MAKS Tytan Oława.
Pochodzi z Oławy. Dwukrotna mistrzyni Polski seniorów. W 2010 roku najlepsza w krajowych mistrzostwach w kategorii wagowej do 63 kg, a rok później w kategorii do 69 kg. Dwukrotnie czwarta zawodniczka mistrzostw świata juniorów w 2004 i 2006 roku w kategorii wagowej do 69 kg. W 2010 roku została brązową medalistką mistrzostw Europy do lat 23 w kategorii do 63 kg. Nauczycielka wychowania fizycznego.
Akademicka mistrzyni świata z 2010 roku w kategorii do 63 kg.